# Liste der Biografien/Wim
Liste der Biografien |
Portal Biografien |
Personensuche
# |
A |
B |
C |
D |
E |
F |
G |
H |
I |
J |
K |
L |
M |
N |
O |
P |
Q |
R |
S |
T |
U |
V |
W |
X |
Y |
Z |
?
 
Wa |
Wc |
Wd |
We |
Wh |
Wi |
Wj |
Wl |
Wn |
Wo |
Wr |
Ws |
Wt |
Wu |
Ww |
Wy |
Wz
 
Wia |
Wib |
Wic |
Wid |
Wie |
Wif |
Wig |
Wih |
Wii |
Wij |
Wik |
Wil |
Wim |
Win |
Wio |
Wip |
Wir |
Wis |
Wit |
Wiv |
Wiw |
Wix |
Wiz
Die Liste der Biografien führt alle Personen auf, die in der deutschsprachigen Wikipedia einen Artikel haben. Dieses ist eine Teilliste mit 198 Einträgen von Personen, deren Namen mit den Buchstaben „Wim“ beginnt.

## Wim

### Wima
- Wiman, Anders (1865–1959), schwedischer Mathematiker
- Wiman, Carl (1867–1944), schwedischer Paläontologe
- Wiman, David (1884–1950), schwedischer Turner
- Wimar, Charles (1828–1862), deutsch-US-amerikanischer Maler
- Wimars, Peter († 1494), deutscher katholischer Geistlicher, Stiftsdechant in Aachen

### Wimb
- Wimbauer, Christine (* 1973), deutsche Soziologin und Geschlechterforscherin
- Wimbauer, Herbert (1944–2012), deutscher Anthroposoph
- Wimbauer, Tobias (* 1976), deutscher Publizist und Antiquar
- Wimbauer, Xari (* 2006), deutscher Schauspieler
- Wimber, Donald E. (1930–1997), US-amerikanischer Biologe und Orchideenzüchter
- Wimber, Hubert (* 1949), deutscher Polizeipräsident
- Wimber, John (1934–1997), US-amerikanischer Musiker, Pastor, Hochschullehrer und Gründer der charismatischen Vineyard-Bewegung
- Wimberg, Jan Niklas (* 1996), deutscher BasketballspielerJan Niklas Wimberg (* 1996)

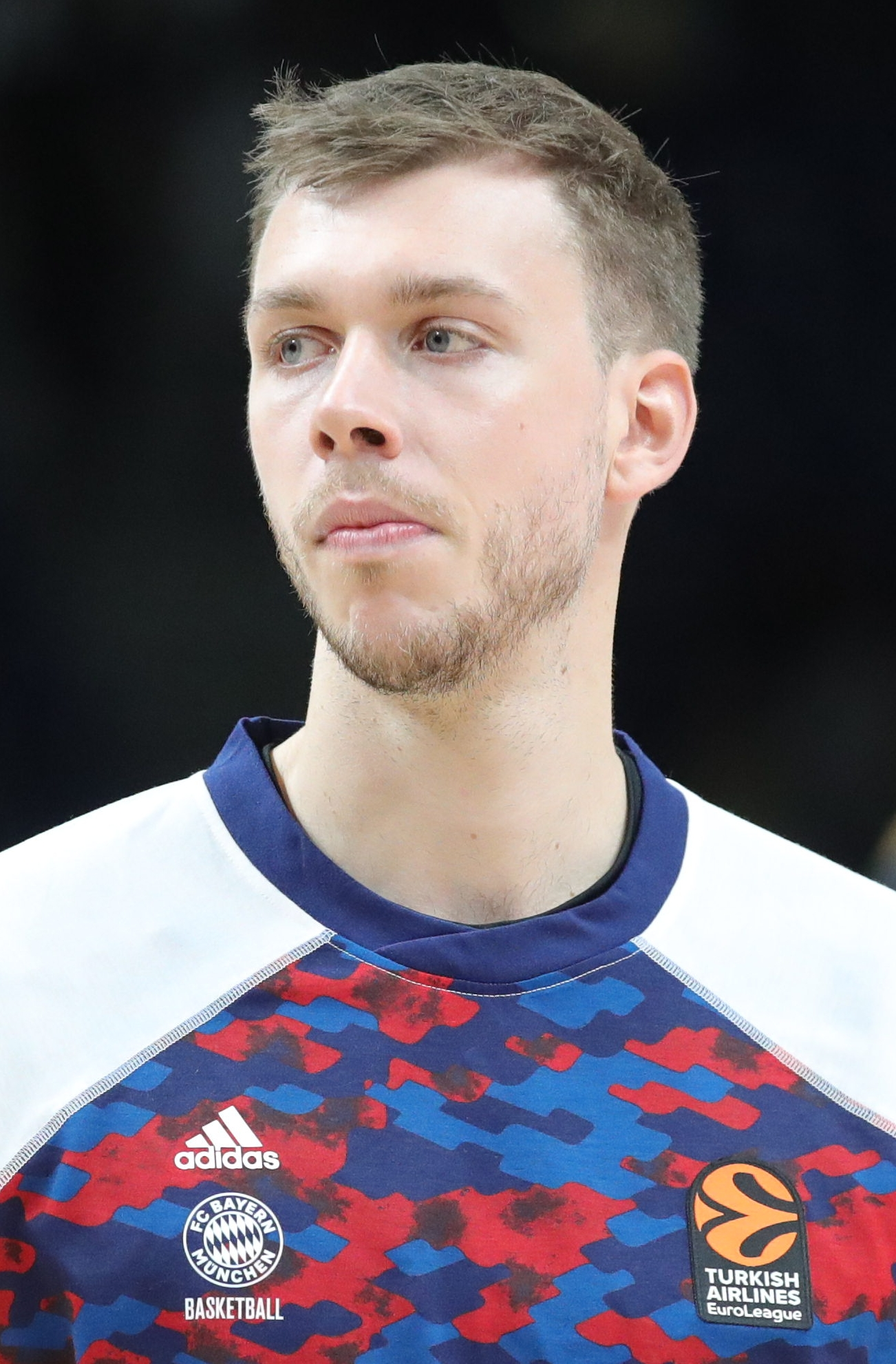
Jan Niklas Wimberg (* 1996)

- Wimberg, Johann (* 1969), deutscher Politiker (CDU), Bürgermeister von Friesoythe, Landrat von Cloppenburg
- Wimberger, Alois (1898–1981), österreichischer Politiker (SPÖ), Abgeordneter zum Nationalrat
- Wimberger, Andreas (1959–2019), österreichischer Schauspieler und Hörspielsprecher
- Wimberger, Felix (* 1990), deutscher Ruderer
- Wimberger, Gerhard (1923–2016), österreichischer Komponist und Dirigent
- Wimberger, Pauline (* 1971), deutsche Medizinerin und Hochschullehrerin
- Wimberger, Peter (1940–2021), österreichischer Opernsänger (Bassbariton)
- Wimberger, Sandro (* 1974), deutscher theoretischer Physiker
- Wimberly, Michael, US-amerikanischer Jazzmusiker
- Wimbersky, Petra (* 1982), deutsche FußballspielerinPetra Wimbersky (* 1982)

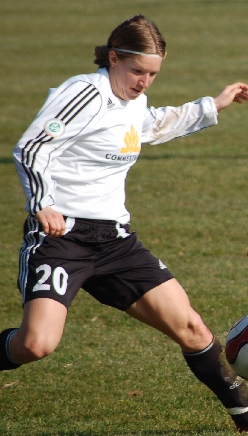
Petra Wimbersky (* 1982)

- Wimbish, Doug (* 1956), US-amerikanischer Rock-Bassist
- Wimbles, Juliana, kanadische Schauspielerin
- Wimbley, Shakima (* 1995), US-amerikanische Sprinterin

### Wime
- Wimer, Marie (1876–1965), US-amerikanische Tennisspielerin

### Wimh
- Wimhofer, Luca (* 2004), österreichischer Fußballspieler
- Wimhölzel, Johann Evangelist (1833–1900), österreichischer Politiker, Bürgermeister von Linz

### Wimi
- Wimile, Henry Michael (1962–2008), tansanischer Aktivist für Behindertenrechte
- Wimille, Jean-Pierre (1908–1949), französischer Autorennfahrer

### Wiml
- Wimleitner, David (* 1976), österreichischer Fußballspieler und Trainer

### Wimm
- Wimmel, Carl Ludwig (1786–1845), deutscher Architekt und Baubeamter
- Wimmel, Walter (1922–2016), deutscher klassischer Philologe
- Wimmelmann, Georg (1906–1983), deutscher Architekt, Maler und Numismatiker
- Wimmenauer, Adalbert (1869–1914), deutscher Landschafts-, Porträt- und Figurenmaler der Düsseldorfer Schule
- Wimmenauer, Karl (1914–1997), deutscher Architekt und Hochschullehrer
- Wimmenauer, Karl Friedrich (1844–1923), deutscher Forstwissenschaftler
- Wimmenauer, Wolfhard (1922–2023), deutscher Mineraloge und Petrograph
- Wimmer Mazohl, Erika (* 1957), österreichische Schriftstellerin und Literaturwissenschaftlerin
- Wimmer, Alois (* 1960), österreichischer Komponist
- Wimmer, Andreas (* 1962), Schweizer Soziologe
- Wimmer, Andreas (* 1981), österreichischer Unternehmer und Bundesvorsitzender der Jungen Industrie
- Wimmer, Anian Christoph (* 1973), deutsch-australischer Journalist, Publizist und Autor
- Wimmer, Anton (1885–1944), österreichischer Dreher und Widerstandskämpfer gegen den Nationalsozialismus
- Wimmer, August (1899–1988), deutscher Jurist
- Wimmer, Barbara (* 1979), österreichische Journalistin, Autorin und Vortragende
- Wimmer, Bartholomäus (* 1960), deutscher Mediziner und UnternehmerBartholomäus Wimmer (* 1960)

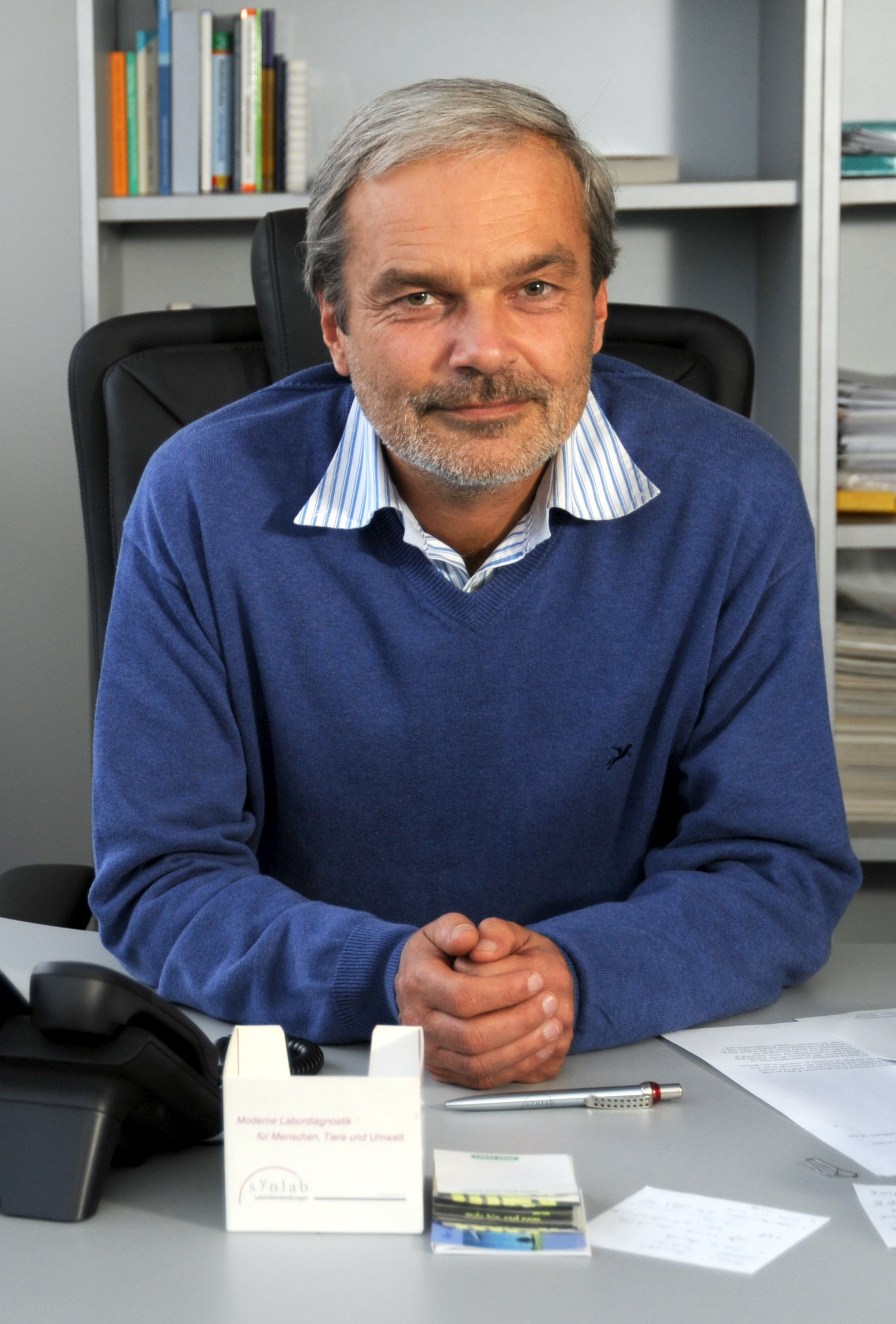
Bartholomäus Wimmer (* 1960)

- Wimmer, Bernd (* 1974), österreichischer Basketballtrainer
- Wimmer, Bonifaz (1809–1887), deutscher Benediktiner, Klostergründer und Erzabt
- Wimmer, Brigitte (* 1946), deutsche Politikerin (SPD), MdL, MdB
- Wimmer, Carola (* 1970), deutsche Kinderbuchautorin
- Wimmer, Christian (* 1992), deutscher Schauspieler und Musiker
- Wimmer, Christopher (* 1989), deutscher Soziologe
- Wimmer, Clemens Alexander (* 1959), deutscher Maler, Autor, Gartenplaner
- Wimmer, Conrad (1844–1905), deutscher Jagd- und Landschaftsmaler
- Wimmer, Daniel (* 2005), österreichischer Fußballspieler
- Wimmer, Detlef (* 1984), österreichischer Politiker (FPÖ)
- Wimmer, Eberhard (* 1951), deutscher Architekt
- Wimmer, Eckard (* 1936), US-amerikanischer Virologe
- Wimmer, Eduard (1802–1878), sächsischer Politiker
- Wimmer, Eduard (1840–1902), bayerischer Offizier, Militär- und Heimatforscher
- Wimmer, Elias (1889–1949), österreichischer Politiker (CSP, ÖVP), Landtagsabgeordneter, Abgeordneter zum Nationalrat, Mitglied des Bundesrates
- Wimmer, Ernst (1924–1991), österreichischer politischer Journalist, Kommunist, marxistischer Theoretiker und Politiker und Aphoristiker
- Wimmer, Ernst Ferdinand (1869–1946), deutscher Jurist und Amtshauptmann
- Wimmer, Felix (* 1998), österreichischer Fußballspieler
- Wimmer, Ferdinand von (1860–1919), österreichisch-ungarischer Finanzminister
- Wimmer, Franz (* 1932), österreichischer Radsportler
- Wimmer, Franz Elfried (1881–1961), österreichischer Geistlicher und Botaniker
- Wimmer, Franz Martin (* 1942), österreichischer Kulturphilosoph
- Wimmer, Franz Xaver (1881–1937), deutscher Radierer und Lithograf sowie Landschafts- und Porträtmaler der Düsseldorfer Schule
- Wimmer, Friedrich (1803–1868), deutscher Botaniker, Altphilologe und Pädagoge
- Wimmer, Friedrich (1897–1965), österreichischer nationalsozialistischer Verwaltungsjurist
- Wimmer, Fritz (1879–1960), deutscher Maler
- Wimmer, Georg (1865–1945), deutscher Agrikulturchemiker
- Wimmer, Georg (* 1961), österreichischer Journalist und Moderator
- Wimmer, Gerd (* 1977), österreichischer Fußballspieler
- Wimmer, Gottlieb August (1791–1863), österreichischer evangelischer Pfarrer
- Wimmer, Gustav (1877–1964), deutscher Landschaftsmaler
- Wimmer, Hans (1907–1992), deutscher Bildhauer
- Wimmer, Hein (1902–1986), deutscher Gold- und Silberschmied und Bildhauer
- Wimmer, Heinrich (* 1964), deutscher Organist
- Wimmer, Heinz (1897–1985), deutscher Komponist
- Wimmer, Heinz (* 1946), österreichischer Psychologe
- Wimmer, Helmut (* 1956), österreichischer Kameramann
- Wimmer, Herbert (* 1944), deutscher FußballspielerHerbert Wimmer (* 1944)

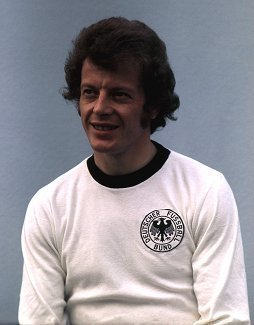
Herbert Wimmer (* 1944)

- Wimmer, Herbert J. (* 1951), österreichischer Schriftsteller
- Wimmer, Hermann (* 1936), deutscher Politiker (SPD), MdB
- Wimmer, Ignatz (1908–1999), deutscher Kinobetreiber
- Wimmer, Jakob (1920–1993), deutscher Fußballspieler
- Wimmer, Jeffrey (* 1972), deutscher Sozial-, Medien- und Kommunikationswissenschaftler
- Wimmer, Jochen (1915–1961), deutscher Rennreiter und Sportjournalist
- Wimmer, Johann (1874–1947), österreichischer Politiker (CSP), Abgeordneter zum Nationalrat
- Wimmer, Johann (1921–2004), deutscher Politiker (CSU), MdL
- Wimmer, Johann (1937–2020), österreichischer Politiker (SPÖ)
- Wimmer, Johann Baptist Anton (1793–1870), deutscher Verwaltungsjurist und Politiker
- Wimmer, Johannes (* 1983), deutscher Arzt und Fernsehmoderator
- Wimmer, Josef (1882–1957), österreichischer Politiker (SDAP), MdL (Burgenland)
- Wimmer, Josef (* 1887), deutscher Physiker, Lehrer und Wünschelrutengänger
- Wimmer, Josef (1931–1986), österreichischer erster Herztransplantierter
- Wimmer, Julius (1932–2021), deutscher Bildhauer und Zeichner
- Wimmer, Karl (1889–1971), deutscher Pädagoge und Komponist
- Wimmer, Karl (1908–1985), österreichischer Politiker (ÖVP), Zweiter Landtagspräsident-Stellvertreter des Salzburger Landtages
- Wimmer, Karl (1910–1946), deutscher Mediziner und Stabsarzt der Luftwaffe
- Wimmer, Kevin (* 1992), österreichischer FußballspielerKevin Wimmer (* 1992)

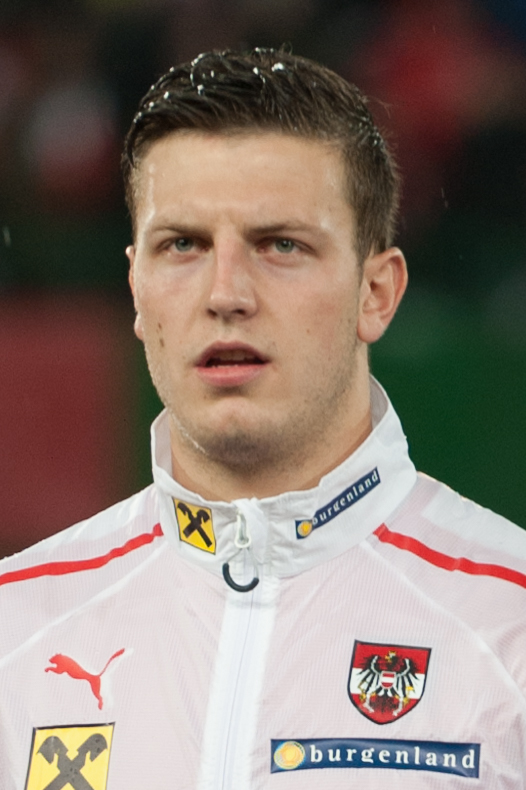
Kevin Wimmer (* 1992)

- Wimmer, Klaus-Michael (* 1951), deutscher Erziehungswissenschaftler
- Wimmer, Kurt (* 1932), österreichischer Journalist
- Wimmer, Kurt (* 1957), österreichischer Politiker (SPÖ)
- Wimmer, Kurt (* 1964), US-amerikanischer Drehbuchautor und Regisseur
- Wimmer, Leopold (1871–1946), österreichischer Politiker (SDAP), Landtagsabgeordneter
- Wimmer, Lothar (1889–1966), österreichischer Diplomat
- Wimmer, Ludwig (* 1870), deutscher Verwaltungsjurist, Bezirksamtmann und Ministerialbeamter
- Wimmer, Manfred (1937–1993), deutscher Politiker (SPD), MdB
- Wimmer, Manfred (1944–1995), österreichischer Go-Spieler
- Wimmer, Manfred (* 1954), deutscher Fußballfunktionär
- Wimmer, Manuel (* 1992), deutscher Koch
- Wimmer, Maria (1911–1996), deutsche Schauspielerin
- Wimmer, Maria A. (* 1968), österreichische Informatikerin
- Wimmer, Marian (1725–1793), Priestermönch, Mundart-Textdichter, Professor und Präfekt am Salzburger Benediktinergymnasium
- Wimmer, Martin (* 1957), deutscher MotorradrennfahrerMartin Wimmer (* 1957)

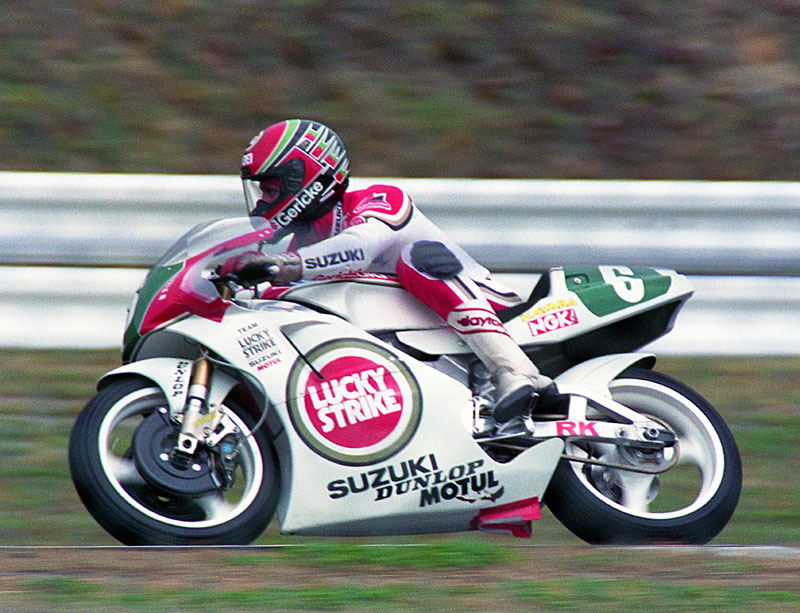
Martin Wimmer (* 1957)

- Wimmer, Matthias (1879–1943), österreichischer Politiker (GdP), Abgeordneter zum Nationalrat
- Wimmer, Max (1935–2015), deutscher Maler
- Wimmer, Michael (* 1950), österreichischer Politik- und Kulturwissenschafter
- Wimmer, Michael (* 1980), deutscher Fußballtrainer
- Wimmer, Miriam (* 1983), deutsches Fotomodell und Fernsehmoderatorin
- Wimmer, Muriel (* 1994), deutsche SchauspielerinMuriel Wimmer (* 1994)

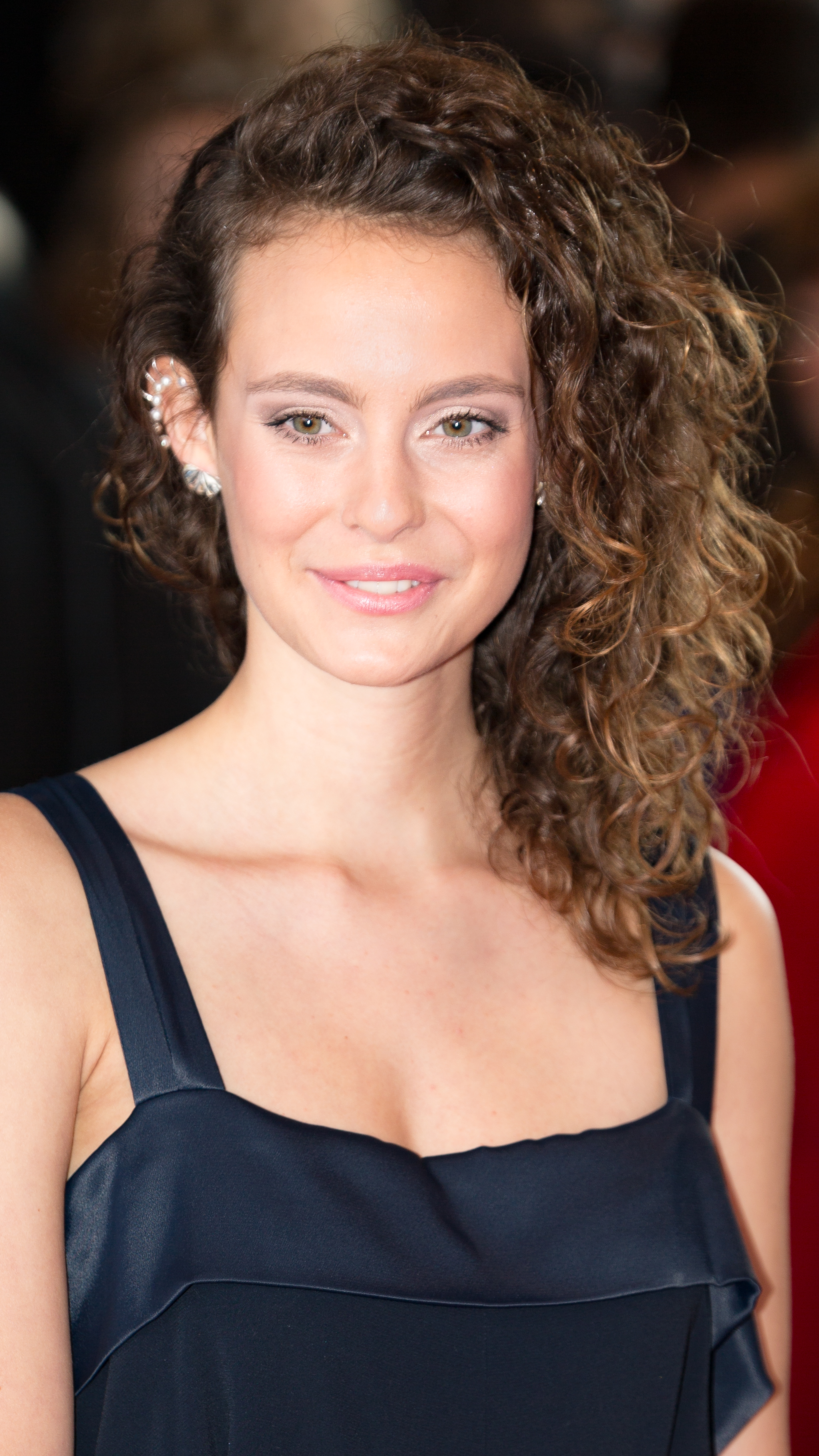
Muriel Wimmer (* 1994)

- Wimmer, Nicolas (* 1995), österreichischer Fußballspieler
- Wimmer, Norbert (* 1942), österreichischer Verfassungsjurist und Universitätsprofessor
- Wimmer, Oliver (* 1991), österreichischer Popsänger
- Wimmer, Patrick (* 2001), österreichischer Fußballspieler
- Wimmer, Paula (1876–1971), deutsche Malerin und Grafikerin
- Wimmer, Pauline (* 2001), deutsche Fußballspielerin
- Wimmer, Petra (* 1965), österreichische Politikerin (SPÖ), Abgeordnete zum Nationalrat
- Wimmer, Rainer (* 1944), deutscher Germanist
- Wimmer, Rainer (1955–2025), österreichischer Politiker (SPÖ), Abgeordneter zum Nationalrat
- Wimmer, Reiner (* 1939), deutscher Philosoph und ehemaliger Hochschullehrer
- Wimmer, Renate (* 1970), deutsche Juristin, Richterin am Bundesgerichtshof
- Wimmer, Robert (* 1965), deutscher Ultramarathonläufer
- Wimmer, Rudolf (1849–1915), deutscher Hof- und Porträtmaler
- Wimmer, Rudolf (1897–1963), österreichischer Komponist und Organist
- Wimmer, Rudolf (* 1944), deutscher Fußballspieler
- Wimmer, Rudolf (* 1946), österreichischer Jurist, Professor für Führung und Organisation
- Wimmer, Ruprecht (* 1942), deutscher Literaturwissenschaftler
- Wimmer, Sebastian (1902–1952), deutscher Polizist und SS-Mitglied, Schutzhaftlagerführer im KZ Majdanek
- Wimmer, Sebastian (* 1983), österreichischer Schauspieler
- Wimmer, Sebastian (* 1994), österreichischer Fußballspieler
- Wimmer, Stefan (* 1967), deutscher Fußballspieler
- Wimmer, Stefan (* 1969), deutscher Schriftsteller und JournalistStefan Wimmer (* 1969)

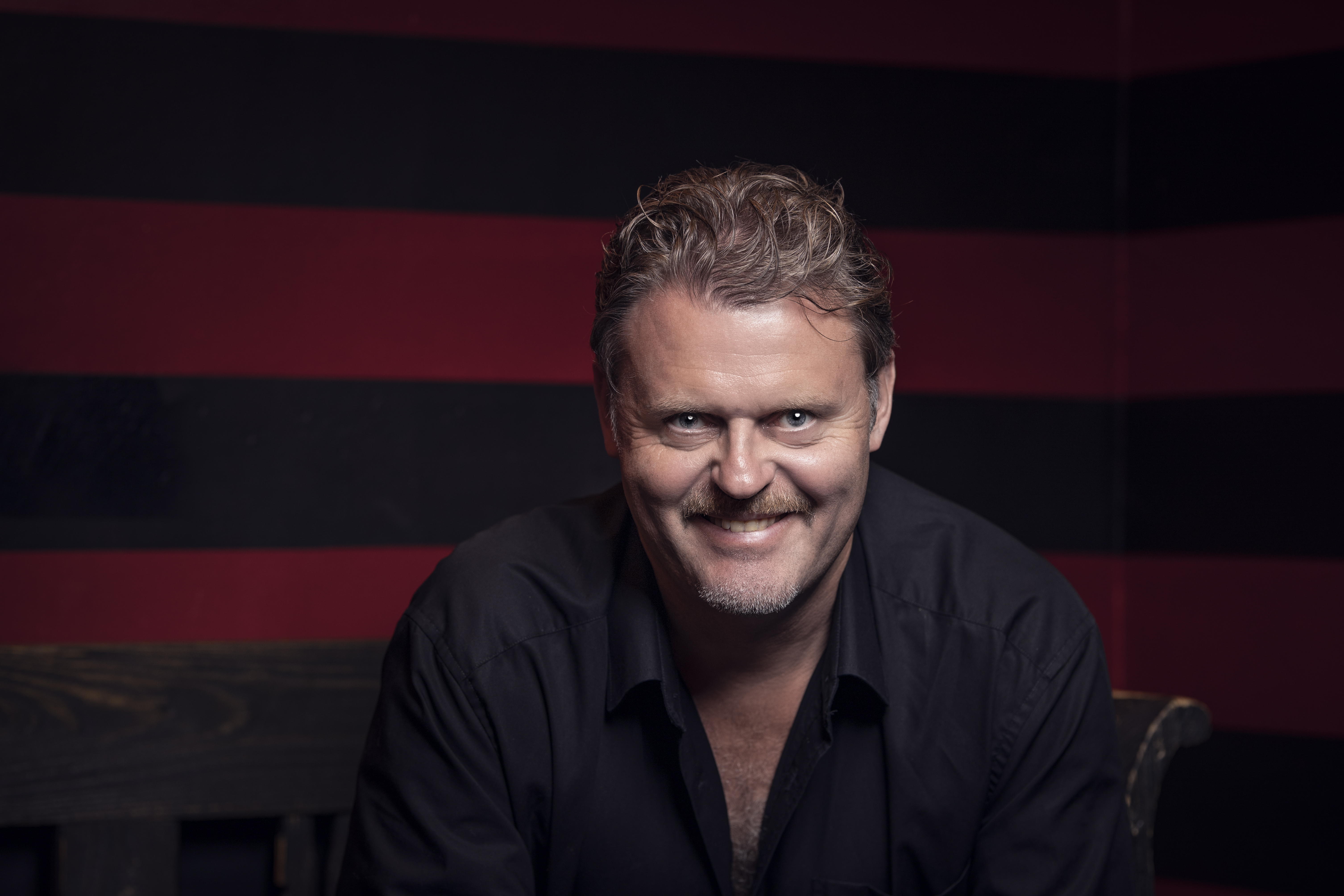
Stefan Wimmer (* 1969)

- Wimmer, Stefan Jakob (* 1963), deutscher Ägyptologe und Bibliothekar
- Wimmer, Thomas (1887–1964), deutscher Politiker (SPD)
- Wimmer, Ullrich (* 1947), deutscher evangelischer Theologe
- Wimmer, Walter (1919–2003), österreichischer Politiker (SPÖ), Abgeordneter zum Nationalrat
- Wimmer, Walter (1926–2015), deutscher Journalist und Herausgeber
- Wimmer, Walter (* 1930), deutscher Historiker
- Wimmer, Walter (* 1943), deutscher Fußballspieler
- Wimmer, Wilhelm (1889–1973), deutscher General der Flieger
- Wimmer, Wilhelm (1899–1953), deutscher Herausgeber, Redakteur, Gewerkschafter und Politiker
- Wimmer, Wilhelm (1931–2025), deutscher Ökonom
- Wimmer, Wiljo (* 1961), deutscher Rechtsanwalt und Politiker (CDU), MdL
- Wimmer, Willy (* 1943), deutscher Politiker (CDU), MdB
- Wimmer, Wolfgang (1942–2017), österreichischer Manager
- Wimmer-Lamquet, Franz (1919–2010), deutscher Abwehr- und SS-Offizier
- Wimmer-Leonhardt, Susanne (* 1966), deutsche Politikerin (SPD)
- Wimmer-Puchinger, Beate (* 1948), österreichische Psychologin
- Wimmer-Wisgrill, Eduard Josef (1882–1961), österreichischer Innenarchitekt und Maler
- Wimmeroth, Ulrich (* 1962), deutscher Autor und Journalist im IT-Bereich
- Wimmers, Wolfgang (1913–1994), deutscher Diplomat
- Wimmersberger, Anton (1930–1987), österreichischer Politiker (ÖVP), Abgeordneter zum Nationalrat
- Wimmersperg, Heinrich von (1900–1985), deutscher Waffenkonstrukteur
- Wimmersperg, Laura von (* 1934), deutsche Friedensaktivistin
- Wimmler, Herta (* 1937), österreichische Politikerin (ÖVP), Mitglied des Bundesrates
- Wimmreuter, Andreas (* 1963), österreichischer Politiker (SPÖ), Landtagsabgeordneter

### Wimp
- Wimpassinger, Johann Georg († 1766), österreichischer Baumeister
- Wimpenny, John (1922–2015), britischer Flugzeugingenieur
- Wimperis, Arthur (1874–1953), britischer Drehbuchautor
- Wimperis, Harry Egerton (1876–1960), englischer Wissenschaftler und Erfinder
- Wimpf, Friedrich (1806–1867), nassauischer Politiker
- Wimpf, Georg (1810–1866), nassauischer Politiker
- Wimpf, Jacob Wilhelm (1767–1839), Nassauer Beamter und Unternehmer, Pionier des Lehmbaus
- Wimpfeling, Jakob (1450–1528), deutscher humanistischer Dichter, Pädagoge und Geschichtsschreiber
- Wimpff, Ute, deutsche Heilpraktikerin und Autorin
- Wimpff, Wilhelm (1839–1903), deutscher Unternehmer
- Wimpffen, Alexandre-Stanislas de (1748–1819), französischer Adliger, Offizier und Reiseschriftsteller
- Wimpffen, Emanuel Félix de (1811–1884), französischer General
- Wimpffen, Felix von (1744–1814), französischer Revolutionsgeneral
- Wimpffen, Felix von (1827–1882), österreichischer, später österreichisch-ungarischer Diplomat
- Wimpffen, Franz Emil Lorenz (1797–1870), österreichischer Feldzeugmeister
- Wimpffen, Franz Karl Eduard von (1776–1842), württembergischer Generalmajor
- Wimpffen, Franz Ludwig (1732–1800), württembergischer Offizier
- Wimpffen, Maximilian von (1770–1854), österreichischer Feldmarschall
- Wimpffen, Siegfried von (1865–1929), österreichischer Adliger und Automobilist
- Wimpffen, Simon von (1867–1925), österreichischer Adliger und Unternehmer
- Wimpfheimer, Kurt (1915–2013), deutsch-amerikanischer Politologe und Hochschullehrer, Chasan
- Wimpina, Konrad († 1531), deutscher Humanist und römisch-katholischer Theologe
- Wimpy, Rex (1899–1972), US-amerikanischer Spezialeffektkünstler, Kameramann und Fotograf

### Wims
- Wimschneider, Anna (1919–1993), deutsche Bäuerin und Schriftstellerin
- Wimshurst, James (1832–1903), englischer Erfinder

### Wimu
- Wimund, schottischer Geistlicher und Rebell